# 八丁堀站
八丁堀站（日语：／ Hatchōbori eki */?）是位於日本東京都中央區八丁堀，屬於東京地下鐵、東日本旅客鐵道（JR東日本）的鐵路車站。

## 停靠路線
此站有東京地下鐵日比谷線與JR東日本京葉線停靠，是轉乘站。東京地下鐵車站編號為「H 12」，JR東日本車站編號為「JE 02」。
JR東日本除了停靠京葉線列車（特急以外的所有種別）以外，還可見到來自西船橋站的武藏野線列車。依據特定都區市內制度，本站屬於「東京都區內」。

## 历史
- 1963年（昭和38年）2月28日：帝都高速度交通營團（營團地下鐵）日比谷線人形町站－東銀座站間開通的同時，日比谷線車站開業。
- 1990年（平成2年）3月10日：JR東日本京葉線新木場站－東京站開通，成為轉乘站。京葉線建設時暫名「新八丁堀站」。
- 2001年（平成13年）11月18日：JR東日本IC卡「Suica」啟用。
- 2004年（平成16年）4月1日：營團地下鐵民營化，日比谷線車站由東京地下鐵繼承。
- 2007年（平成19年）3月18日：東京地下鐵啟用IC卡「PASMO」。
- 2009年（平成21年）9月：站內啟用空調。
- 2010年（平成22年）10月31日：JR東日本綠色窗口結束營業。
- 2018年（平成30年）12月1日：JR東日本車站業務委託化。

## 車站構造

### JR東日本
島式月台1面2線的地下車站，位於鍛冶橋通正下方。月台比日比谷線更深。日比谷線中目黑側與京葉線東京側上下交疊。剪票口與月台間有電梯與電扶梯。
本站為直營站。過去設有綠色窗口，之後因設置指定席售票機而廢除。

#### 月台配置
| 月台 | 路線     | 方向 | 目的地                   |
| ---- | -------- | ---- | ------------------------ |
| 1    | 京葉線   | 下行 | 舞濱、蘇我方向           |
| 1    | 武藏野線 | -    | 舞濱、西船橋、新松戶方向 |
| 2    | 京葉線   | 上行 | 往東京                   |

（來源：JR東日本:車站構內圖（页面存档备份，存于））

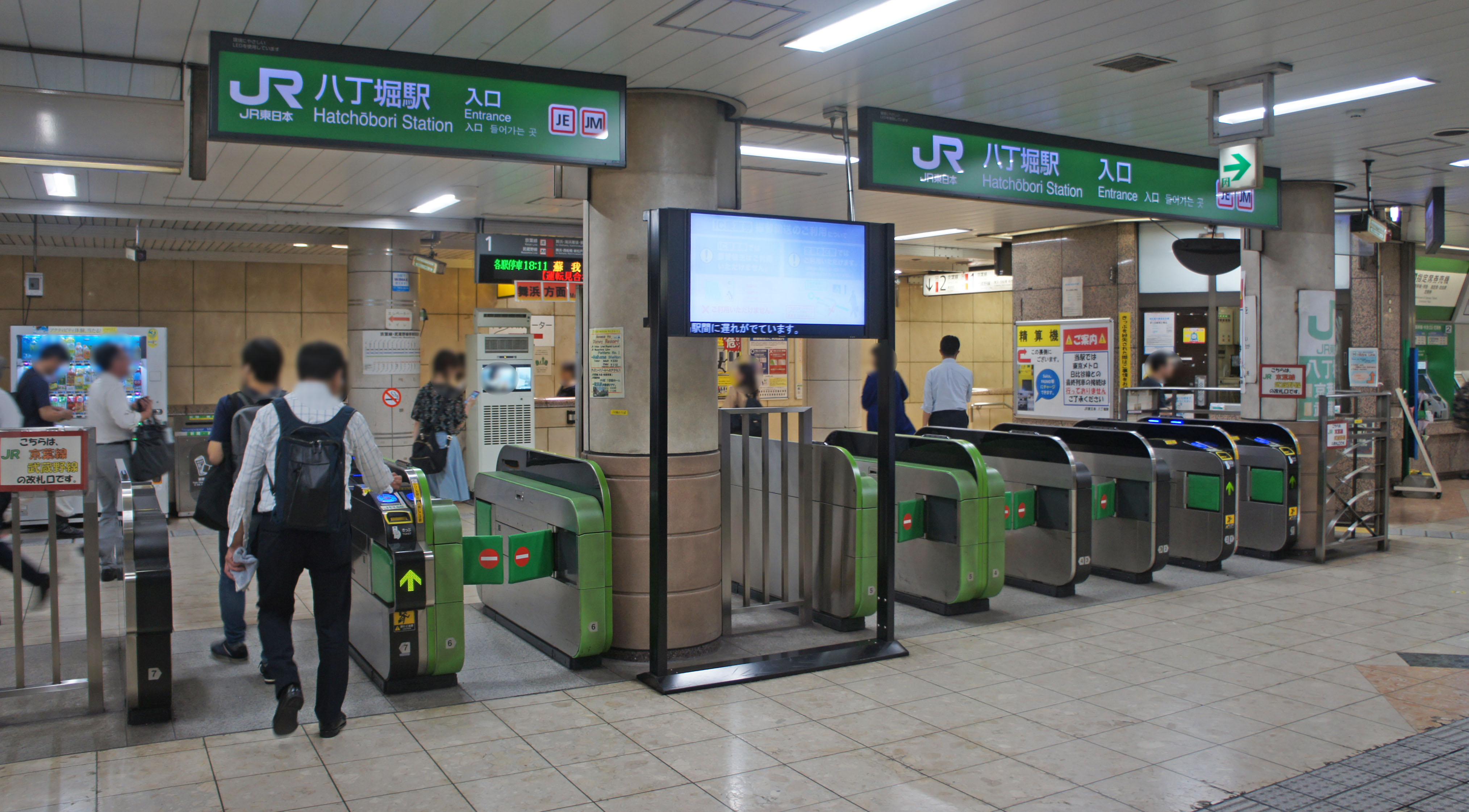
閘口（2019年9月）
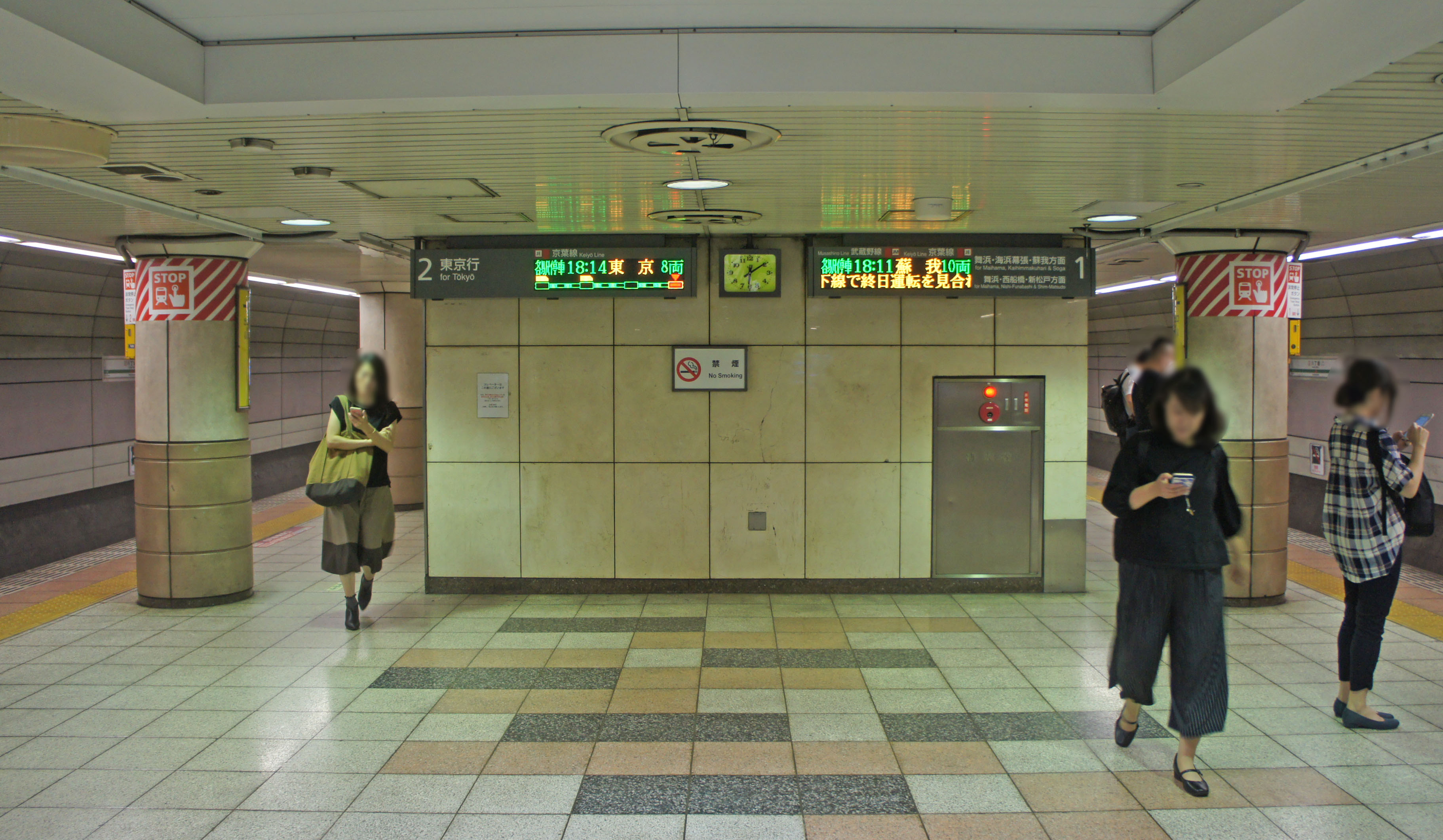
月台（2019年9月）

### 東京地下鐵
島式月台1面2線的地下車站，位於新大橋通正下方。島式月台的天花板較高，空間寬廣，但過去與整修前的仲御徒町站一樣缺少站內照明，不夠明亮。
茅場町側有Y字型的折返線，在班表上僅有往中目黑的始發列車使用。
電扶梯在付費區內，連結茅場町側剪票口與月台。電梯位於剪票口外，連結A2、A3出入口與築地側剪票口外大廳。

#### 月台配置
| 月台 | 路線     | 目的地                   |
| ---- | -------- | ------------------------ |
| 1    | 日比谷線 | 銀座、六本木、中目黑方向 |
| 2    | 日比谷線 | 上野、北千住、南栗橋方向 |

（來源：東京地下鐵:構內圖（页面存档备份，存于））

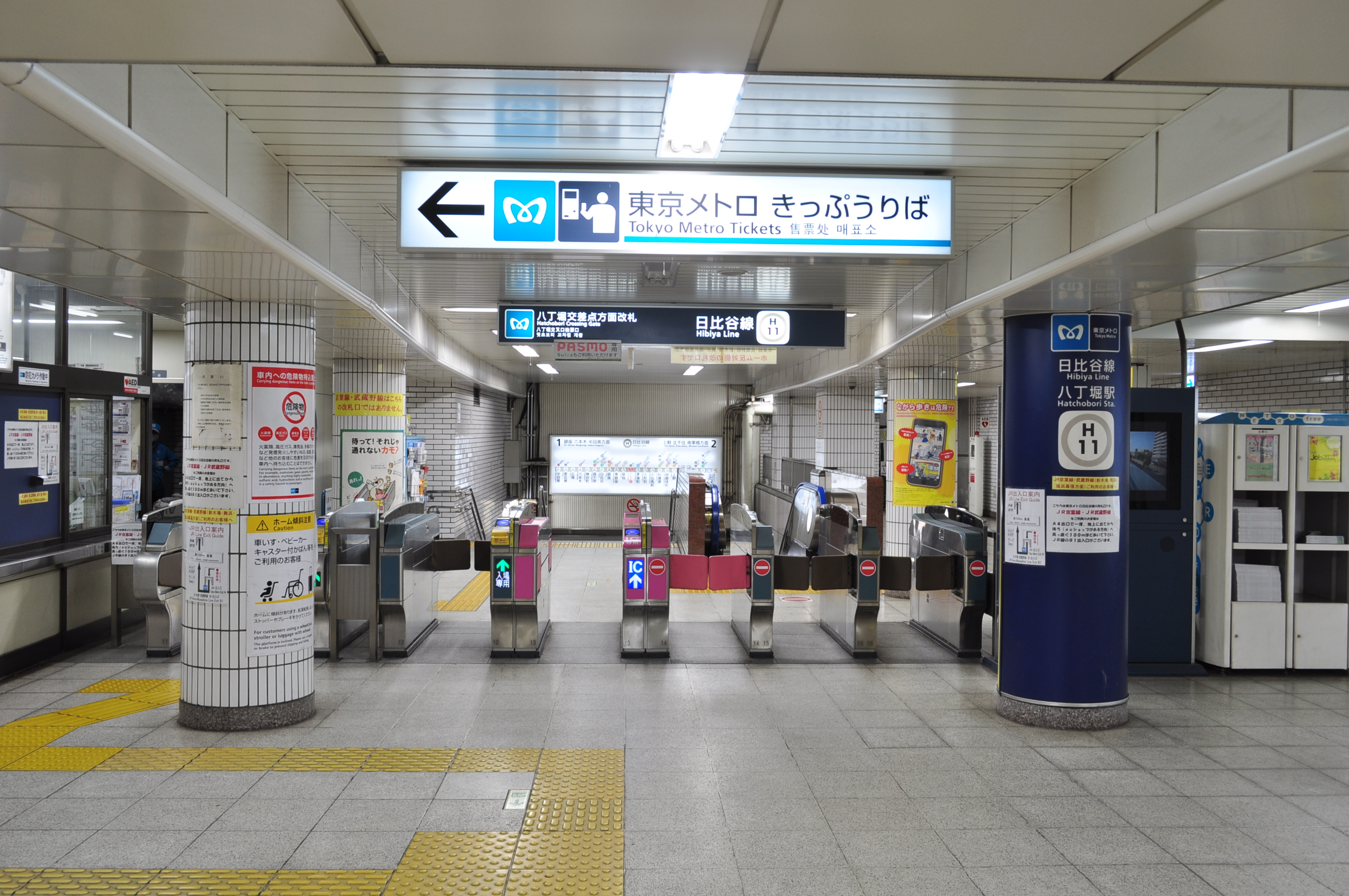
八丁堀交差點方向閘口（2018年3月）
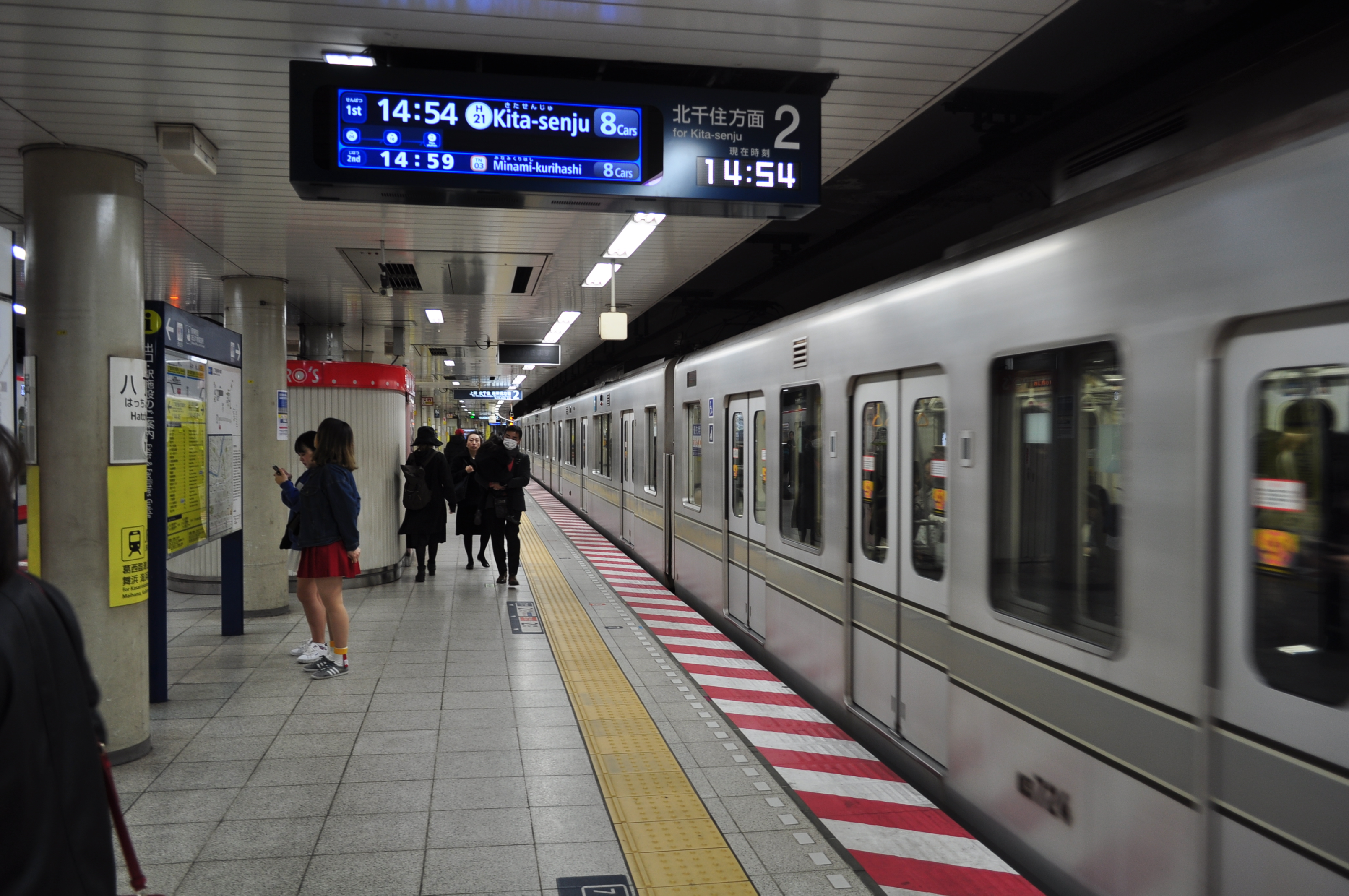
下行線月台（2018年3月）
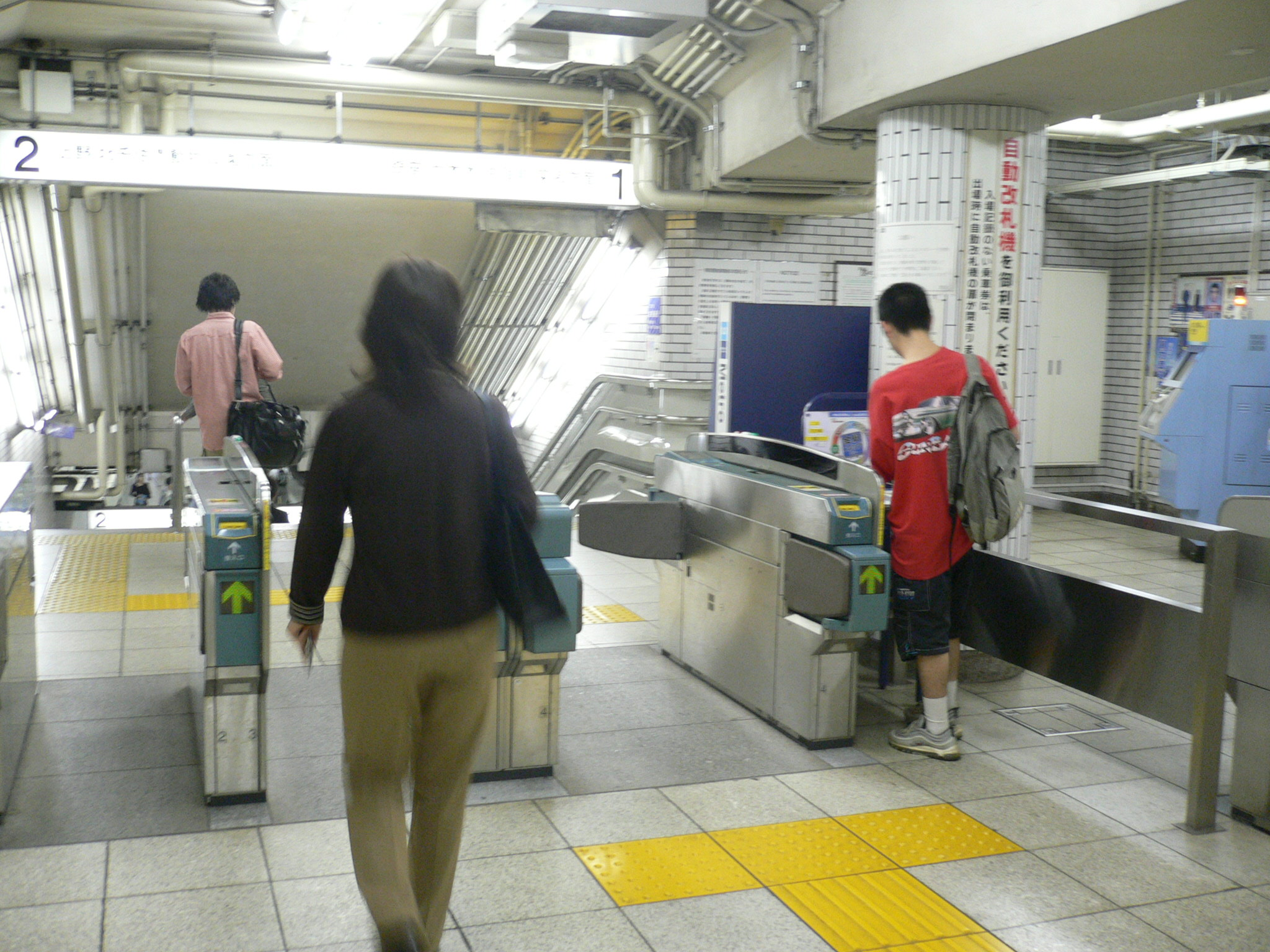
櫻川公園方向閘口（2005年10月）
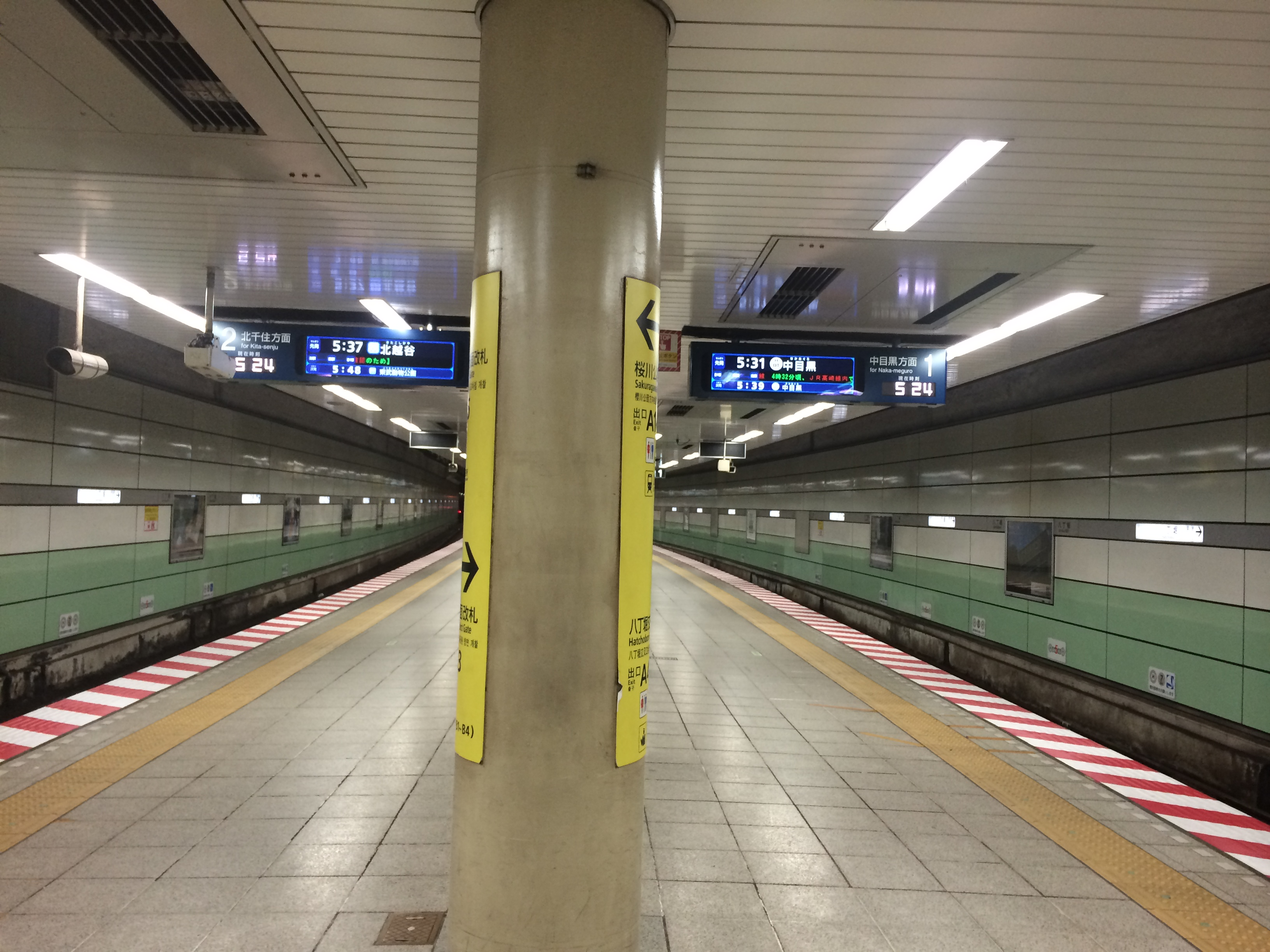
日比谷線月台（2016年11月）

## 利用狀況
- JR東日本 - 2019年度1日平均上車人次為35,957人[使用人數 1]。
- 東京地下鐵 - 2017年度1日平均上下車人次為111,924人[使用人數 2]。
東京地下鐵全部130個車站當中排名第33位。

### 各年度1日平均上下車人次
近年1日平均上下車人次如下表（JR除外）。
| 年度               | 營團／東京地下鐵   | 營團／東京地下鐵 |
| 年度               | 1日平均 上下車人次 | 增長率           |
| ------------------ | ------------------ | ---------------- |
| 1999年（平成11年） | 100,465            |                  |
| 2000年（平成12年） | 101,120            | 0.7%             |
| 2001年（平成13年） | 101,775            | 0.6%             |
| 2002年（平成14年） | 100,558            | −1.2%            |
| 2003年（平成15年） | 100,269            | −0.3%            |
| 2004年（平成16年） | 100,726            | 0.5%             |
| 2005年（平成17年） | 102,194            | 1.5%             |
| 2006年（平成18年） | 105,242            | 3.0%             |
| 2007年（平成19年） | 109,736            | 4.3%             |
| 2008年（平成20年） | 109,109            | −0.6%            |
| 2009年（平成21年） | 105,192            | −3.6%            |
| 2010年（平成22年） | 103,031            | −2.1%            |
| 2011年（平成23年） | 101,477            | −1.5%            |
| 2012年（平成24年） | 103,602            | 2.1%             |
| 2013年（平成25年） | 103,702            | 0.1%             |
| 2014年（平成26年） | 103,982            | 0.3%             |
| 2015年（平成27年） | 106,551            | 2.5%             |
| 2016年（平成28年） | 109,064            | 2.4%             |
| 2017年（平成29年） | 111,924            | 2.6%             |
| 2018年（平成30年） | 116,977            | 4.5%             |

### 各年度1日平均上車人次（1962年－2000年）
開業以後1日平均上車人次推移如下表。
| 年度               | JR東日本   | 營團   | 來源              |
| ------------------ | ---------- | ------ | ----------------- |
| 1962年（昭和37年） | 未 開 業   | 3,654  | [ 東京都統計 1 ]  |
| 1963年（昭和38年） | 未 開 業   | 6,224  | [ 東京都統計 2 ]  |
| 1964年（昭和39年） | 未 開 業   | 11,443 | [ 東京都統計 3 ]  |
| 1965年（昭和40年） | 未 開 業   | 16,102 | [ 東京都統計 4 ]  |
| 1966年（昭和41年） | 未 開 業   | 17,307 | [ 東京都統計 5 ]  |
| 1967年（昭和42年） | 未 開 業   | 19,847 | [ 東京都統計 6 ]  |
| 1968年（昭和43年） | 未 開 業   | 22,718 | [ 東京都統計 7 ]  |
| 1969年（昭和44年） | 未 開 業   | 25,480 | [ 東京都統計 8 ]  |
| 1970年（昭和45年） | 未 開 業   | 26,901 | [ 東京都統計 9 ]  |
| 1971年（昭和46年） | 未 開 業   | 27,243 | [ 東京都統計 10 ] |
| 1972年（昭和47年） | 未 開 業   | 29,258 | [ 東京都統計 11 ] |
| 1973年（昭和48年） | 未 開 業   | 27,767 | [ 東京都統計 12 ] |
| 1974年（昭和49年） | 未 開 業   | 28,326 | [ 東京都統計 13 ] |
| 1975年（昭和50年） | 未 開 業   | 28,992 | [ 東京都統計 14 ] |
| 1976年（昭和51年） | 未 開 業   | 29,542 | [ 東京都統計 15 ] |
| 1977年（昭和52年） | 未 開 業   | 29,803 | [ 東京都統計 16 ] |
| 1978年（昭和53年） | 未 開 業   | 29,838 | [ 東京都統計 17 ] |
| 1979年（昭和54年） | 未 開 業   | 28,913 | [ 東京都統計 18 ] |
| 1980年（昭和55年） | 未 開 業   | 28,433 | [ 東京都統計 19 ] |
| 1981年（昭和56年） | 未 開 業   | 28,811 | [ 東京都統計 20 ] |
| 1982年（昭和57年） | 未 開 業   | 28,767 | [ 東京都統計 21 ] |
| 1983年（昭和58年） | 未 開 業   | 28,956 | [ 東京都統計 22 ] |
| 1984年（昭和59年） | 未 開 業   | 29,625 | [ 東京都統計 23 ] |
| 1985年（昭和60年） | 未 開 業   | 30,351 | [ 東京都統計 24 ] |
| 1986年（昭和61年） | 未 開 業   | 30,945 | [ 東京都統計 25 ] |
| 1987年（昭和62年） | 未 開 業   | 31,249 | [ 東京都統計 26 ] |
| 1988年（昭和63年） | 未 開 業   | 34,751 | [ 東京都統計 27 ] |
| 1989年（平成元年） | [ 備考 2 ] | 35,301 | [ 東京都統計 28 ] |
| 1990年（平成02年） | 14,162     | 45,551 | [ 東京都統計 29 ] |
| 1991年（平成03年） | 17,699     | 47,844 | [ 東京都統計 30 ] |
| 1992年（平成04年） | 19,877     | 49,493 | [ 東京都統計 31 ] |
| 1993年（平成05年） | 20,899     | 50,934 | [ 東京都統計 32 ] |
| 1994年（平成06年） | 21,904     | 51,077 | [ 東京都統計 33 ] |
| 1995年（平成07年） | 22,224     | 51,404 | [ 東京都統計 34 ] |
| 1996年（平成08年） | 22,625     | 52,044 | [ 東京都統計 35 ] |
| 1997年（平成09年） | 23,035     | 52,093 | [ 東京都統計 36 ] |
| 1998年（平成10年） | 22,912     | 52,008 | [ 東京都統計 37 ] |
| 1999年（平成11年） | 22,951     | 50,861 | [ 東京都統計 38 ] |
| 2000年（平成12年） | 23,633     | 51,079 | [ 東京都統計 39 ] |

### 各年度1日平均上車人次（2001年以後）
| 年度               | JR東日本 | 營團 / 東京地下鐵 | 來源              |
| ------------------ | -------- | ----------------- | ----------------- |
| 2001年（平成13年） | 24,029   | 51,068            | [ 東京都統計 40 ] |
| 2002年（平成14年） | 24,231   | 50,408            | [ 東京都統計 41 ] |
| 2003年（平成15年） | 25,625   | 50,292            | [ 東京都統計 42 ] |
| 2004年（平成16年） | 26,287   | 50,753            | [ 東京都統計 43 ] |
| 2005年（平成17年） | 26,881   | 51,392            | [ 東京都統計 44 ] |
| 2006年（平成18年） | 27,411   | 52,984            | [ 東京都統計 45 ] |
| 2007年（平成19年） | 28,752   | 54,967            | [ 東京都統計 46 ] |
| 2008年（平成20年） | 29,251   | 54,526            | [ 東京都統計 47 ] |
| 2009年（平成21年） | 28,842   | 52,581            | [ 東京都統計 48 ] |
| 2010年（平成22年） | 28,969   | 51,488            | [ 東京都統計 49 ] |
| 2011年（平成23年） | 28,962   | 50,716            | [ 東京都統計 50 ] |
| 2012年（平成24年） | 30,054   | 51,778            | [ 東京都統計 51 ] |
| 2013年（平成25年） | 30,884   | 51,803            | [ 東京都統計 52 ] |
| 2014年（平成26年） | 31,047   | 51,984            | [ 東京都統計 53 ] |
| 2015年（平成27年） | 32,367   | 53,344            | [ 東京都統計 54 ] |
| 2016年（平成28年） | 33,172   | 54,732            | [ 東京都統計 55 ] |
| 2017年（平成29年） | 34,289   | 56,247            | [ 東京都統計 56 ] |
| 2018年（平成30年） | 35,764   | 58,871            | [ 東京都統計 57 ] |
| 2019年（令和元年） | 35,957   |                   |                   |

備註
1. ↑  1963年2月28日開業。開業日から同年3月31日までの計32日間を集計したデータ。
2. ↑  1990年3月10日開業。

## 車站周邊
車站周邊在白天是辦公商區，夜晚寧靜。
由於鄰近龜島川，因此B4出口附近可聽見海浪聲。另外也靠近隅田川等河川與運河。
附近有東京馬自達與麒麟啤酒行銷東京支社、友利電控股、丸善石油化學、三井食品、一吉證券、日之出出版本社。
雖非轉乘站，但利用鍛冶橋通前往京橋站（東京地下鐵銀座線）與寶町站（都營淺草線）僅需幾分鐘的時間。
- 中央區役所（日语：中央区役所 (東京都)）新富分廳舍
  - 中央區新富區民館
- 中央區八丁堀區民館
- 中央區立女性中心 Bouquet21
- 中央八丁堀郵便局
- 中央新富郵便局
- 中央湊郵便局
- 中央新川二郵便局
- 法華INN（日语：法華クラブ）東京八丁堀
- Hotel Sardonyx（日语：内藤ハウス）東京
- dormy inn（日语：ドーミーイン）東京八丁堀
- 早稻田大學推廣中心八丁堀校
- 部落解放同盟中央本部

## 巴士
亀島橋（日比谷線北千住側出口）
- 東京都交通局（都營巴士）
  - 東15：往東京站八重洲口／往深川車庫（日语：都営バス深川営業所）（經明石町）
  - 東16：往東京站八重洲口／往住友雙子大樓、深川車庫（經豐洲站）、有明一丁目、東京Big Sight

八丁堀站（日比谷線中目黑側出口南側）
- 日立自動車交通（日语：日立自動車交通）
  - 江戶巴士（中央區社區巴士）（日语：中央区コミュニティバス） 北循環：往中央區役所（經東京站八重洲北口、新日本橋站、濱町站）

## 相鄰車站
東京地下鐵
 日比谷線
築地（H 11）－八丁堀（H 12）－茅場町（H 13）
 東日本旅客鐵道
 京葉線
■通勤快速、■快速
東京（JE 01）－八丁堀（JE 02）－新木場（JE 05）
■各站停車（包括直通至武藏野線）
東京（JE 01）－八丁堀（JE 02）－越中島（JE 03）

### 來源
JR、地下鐵1日平均使用人數
1. ↑  .   [2017-03-12]. （原始内容存档于2019-03-23）.
2. ↑  .   [2017-03-12]. （原始内容存档于2018-02-13）.

JR東日本の2000年度以後的上車人次
1. ↑  各駅の乗車人員（2000年度） （页面存档备份，存于） - JR東日本
2. ↑  各駅の乗車人員（2001年度） （页面存档备份，存于） - JR東日本
3. ↑  各駅の乗車人員（2002年度） （页面存档备份，存于） - JR東日本
4. ↑  各駅の乗車人員（2003年度） （页面存档备份，存于） - JR東日本
5. ↑  各駅の乗車人員（2004年度） （页面存档备份，存于） - JR東日本
6. ↑  各駅の乗車人員（2005年度） （页面存档备份，存于） - JR東日本
7. ↑  各駅の乗車人員（2006年度） （页面存档备份，存于） - JR東日本
8. ↑  各駅の乗車人員（2007年度） （页面存档备份，存于） - JR東日本
9. ↑  各駅の乗車人員（2008年度） （页面存档备份，存于） - JR東日本
10. ↑  各駅の乗車人員（2009年度） （页面存档备份，存于） - JR東日本
11. ↑  各駅の乗車人員（2010年度） （页面存档备份，存于） - JR東日本
12. ↑  各駅の乗車人員（2011年度） （页面存档备份，存于） - JR東日本
13. ↑  各駅の乗車人員（2012年度） （页面存档备份，存于） - JR東日本
14. ↑  各駅の乗車人員（2013年度） （页面存档备份，存于） - JR東日本
15. ↑  各駅の乗車人員（2014年度） （页面存档备份，存于） - JR東日本
16. ↑  各駅の乗車人員（2015年度） （页面存档备份，存于） - JR東日本
17. ↑  各駅の乗車人員（2016年度） （页面存档备份，存于） - JR東日本
18. ↑  各駅の乗車人員（2017年度） （页面存档备份，存于） - JR東日本
19. ↑  各駅の乗車人員（2018年度） （页面存档备份，存于） - JR東日本
20. ↑  各駅の乗車人員（2019年度） （页面存档备份，存于） - JR東日本

JR、地下鐵統計資料
1. ↑  各種報告書 （页面存档备份，存于） - 関東交通広告協議会
2. 1 2  統計データ （页面存档备份，存于） - 中央区

東京都統計年鑑
1. ↑  .   [2019-01-06]. （原始内容存档于2015-06-29）.
2. ↑  .   [2019-01-06]. （原始内容存档于2015-06-29）.
3. ↑  .   [2019-01-06]. （原始内容存档于2015-06-29）.
4. ↑  .   [2019-01-06]. （原始内容存档于2016-03-05）.
5. ↑  .   [2019-01-06]. （原始内容存档于2016-03-05）.
6. ↑  .   [2019-01-06]. （原始内容存档于2016-03-05）.
7. ↑  .   [2019-01-06]. （原始内容存档于2016-03-05）.
8. ↑  .   [2019-01-06]. （原始内容存档于2016-03-05）.
9. ↑  .   [2019-01-06]. （原始内容存档于2016-03-05）.
10. ↑  .   [2019-01-06]. （原始内容存档于2015-06-29）.
11. ↑  .   [2019-01-06]. （原始内容存档于2015-06-29）.
12. ↑  .   [2019-01-06]. （原始内容存档于2015-06-29）.
13. ↑  .   [2019-01-06]. （原始内容存档于2016-03-05）.
14. ↑  .   [2019-01-06]. （原始内容存档于2016-06-02）.
15. ↑  .   [2019-01-06]. （原始内容存档于2015-06-29）.
16. ↑  .   [2019-01-06]. （原始内容存档于2016-03-05）.
17. ↑  .   [2019-01-06]. （原始内容存档于2015-06-29）.
18. ↑  .   [2019-01-06]. （原始内容存档于2016-03-05）.
19. ↑  .   [2019-01-06]. （原始内容存档于2016-03-05）.
20. ↑  .   [2019-01-06]. （原始内容存档于2016-03-05）.
21. ↑  .   [2019-01-06]. （原始内容存档于2015-06-29）.
22. ↑  .   [2019-01-06]. （原始内容存档于2015-06-29）.
23. ↑  .   [2019-01-06]. （原始内容存档于2015-06-29）.
24. ↑  .   [2019-01-06]. （原始内容存档于2016-03-05）.
25. ↑  .   [2019-01-06]. （原始内容存档于2016-03-05）.
26. ↑  .   [2019-01-06]. （原始内容存档于2015-06-29）.
27. ↑  .   [2019-01-06]. （原始内容存档于2016-03-05）.
28. ↑  .   [2019-01-06]. （原始内容存档于2016-03-05）.
29. ↑  .   [2019-01-06]. （原始内容存档于2016-03-05）.
30. ↑  .   [2019-01-06]. （原始内容存档于2016-03-05）.
31. ↑  .   [2017-03-12]. （原始内容存档于2013-08-15）.
32. ↑  .   [2017-03-12]. （原始内容存档于2013-02-03）.
33. ↑  .   [2017-03-12]. （原始内容存档于2013-02-03）.
34. ↑  .   [2017-03-12]. （原始内容存档于2013-02-03）.
35. ↑  .   [2017-03-12]. （原始内容存档于2013-02-03）.
36. ↑  .   [2017-03-12]. （原始内容存档于2016-03-04）.
37. ↑  平成10年PDF
38. ↑  平成11年PDF
39. ↑  .   [2017-03-12]. （原始内容存档于2016-03-04）.
40. ↑  .   [2017-03-12]. （原始内容存档于2016-03-04）.
41. ↑  .   [2019-01-06]. （原始内容存档于2017-07-29）.
42. ↑  .   [2019-01-06]. （原始内容存档于2017-07-29）.
43. ↑  .   [2019-01-06]. （原始内容存档于2017-07-29）.
44. ↑  .   [2019-01-06]. （原始内容存档于2017-07-29）.
45. ↑  .   [2019-01-06]. （原始内容存档于2017-07-29）.
46. ↑  .   [2019-01-06]. （原始内容存档于2017-07-29）.
47. ↑  .   [2019-01-06]. （原始内容存档于2017-07-29）.
48. ↑  .   [2017-03-12]. （原始内容存档于2016-03-26）.
49. ↑  .   [2017-03-12]. （原始内容存档于2016-03-27）.
50. ↑  .   [2017-03-12]. （原始内容存档于2016-03-25）.
51. ↑  .   [2017-03-12]. （原始内容存档于2016-03-27）.
52. ↑  .   [2017-03-12]. （原始内容存档于2016-03-22）.
53. ↑  .   [2017-03-12]. （原始内容存档于2017-07-30）.
54. ↑  .   [2017-12-24]. （原始内容存档于2018-11-09）.
55. ↑  .   [2019-01-06]. （原始内容存档于2019-05-02）.
56. ↑  .   [2020-07-29]. （原始内容存档于2019-12-03）.
57. ↑  .   [2020-07-29]. （原始内容存档于2020-08-04）.

## 外部連結
- 車站資訊（八丁堀）：東日本旅客鐵道
- 八丁堀/H12 | 路線・車站資訊 | 東京地下鐵